# Miratycze
Miratycze (biał. Міратычы)– wieś na Białorusi, w obwodzie grodzieńskim, w rejonie korelickim, w sielsowiecie Rajca, w pobliżu jeziora Świteź.
Siedziba parafii prawosławnej pw. św. Michała Archanioła.

## Historia
W XIX i w początkach XX w. wieś i 5 folwarków położone w Rosji, w guberni mińskiej, w powiecie nowogródzkim.
W dwudziestoleciu międzywojennym miejscowość leżała w gminie Rajce w powiecie nowogródzkim województwa nowogródzkiego II Rzeczypospolitej. Były to wówczas wieś, osada i 7 folwarków: Mojsiewiczów, Bułhaków, Piotrowskich, Terajewiczów, Bartoszewicza i Abłamowiczów.
W Miratyczach istniały niewielka cerkiew św. Michała z 1713 r. (rozebrana w latach międzywojennych), kościół (niezachowany) postawiony na ziemi podarowanej przez Karpowiczów. Koło gospodyń wiejskich zbierało w latach 30. XX w. na wyposażenie kościoła. Deski na budowę podarował folwark Łysakowszczyzna. Folwarki nie zachowały się. Szkoła zbudowana w latach 30. W czasie II wojny światowej Miratycze były miejscem strzelaniny pomiędzy wycofującymi się Niemcami a partyzantami. Spalone w odwecie w 1944 r.
W latach 2006–2007 we wsi zbudowano nową cerkiew, noszącą wezwanie poprzedniej. Służy miejscowej parafii prawosławnej.

## Urodzili się
- Czesław Mojsiewicz – polski politolog